# Skeuomorfisme
Skeuomorfisme er det fænomen at man bruger kendt teknologi som metafor i ny teknologi. Eller sagt på en anden måde: Et design træk kopieret fra en lignende genstand i et andet materiale, selv om det ikke er funktionelt nødvendigt.
Eksempler er mobiltelefoner med ringelyd som gamle analoge telefoner, el-biler der bliver tilført kunstig lyd således at de kan høres i trafikken, eller at kliklyden fra en lukker på et analogt kamera gengives i et digitalt kamera ved at der bliver afspillet en tilsvarende lyd.
| Teknik og teknologi | Spire Denne artikel om teknik eller teknologi er en spire som bør udbygges. Du er velkommen til at hjælpe Wikipedia ved at udvide den. |